# Athyrma antica
Athyrma antica là một loài bướm đêm trong họ Erebidae.